# Japanische Leichtathletik-Meisterschaften 2020
Die 104. Japanischen Leichtathletik-Meisterschaften (japanisch 第104回日本陸上競技選手権大会) sollten ursprünglich vom 25. bis zum 28. Juni 2020 im Nagai Stadium in Osaka ausgetragen werden. Aufgrund der COVID-19-Pandemie wurde der Wettbewerb auf den 1. bis 3. Oktober verschoben, neuer Austragungsort war das Denka Big Swan Stadium in Niigata. Außerdem wurden die Langstreckenwettbewerbe über 3000 Meter Hindernis, 5000 Meter und 10.000 Meter in einen eigenständigen Wettkampf ausgelagert, der am 4. Dezember im Nagai Stadium stattfand.
Weiterhin zählten folgende, außerhalb der Hauptveranstaltung ausgetragene Wettbewerbe zu den 104. Japanischen Leichtathletik-Meisterschaften:
- Marathon: 8. März 2020, Biwa-See-Marathon (Männer) und Nagoya Women’s Marathon (Frauen)
- Mehrkämpfe (Sieben- und Zehnkampf): 26. bis 27. September 2020, Nagano (Nagano Athletic Stadium)
- Staffeln: 16. bis 18. Oktober 2020, Yokohama (Nissan-Stadion)
- 20-km-Gehen: 21. Februar 2021, Kobe
- Crosslauf: 27. Februar 2021, Fukuoka
- Halle: 17. bis 18. März 2021, Osaka (Osaka-Jo Hall)

Die für den 12. April 2020 in Wajima angesetzten Meisterschaften im 50-km-Gehen wurden aufgrund der COVID-19-Pandemie abgesagt.

## Medaillengewinner

### Freiluft

#### Männer
| Disziplin                     | Gold                                                                      | Leistung        | Silber                                                                    | Leistung     | Bronze                                                                          | Leistung           |
| ----------------------------- | ------------------------------------------------------------------------- | --------------- | ------------------------------------------------------------------------- | ------------ | ------------------------------------------------------------------------------- | ------------------ |
| 100 m (Wind: −0,2 m/s)        | Yoshihide Kiryu (Nihon Seimei)                                            | 10,27 s         | Aska Cambridge (Nike)                                                     | 10,28 s      | Yuki Koike (Sumitomo Electric)                                                  | 10,30 s            |
| 200 m (Wind: −0,5 m/s)        | Shota Iizuka (Mizuno)                                                     | 20,75 s         | Yuki Koike (Sumitomo Electric)                                            | 20,88 s      | Ryōta Suzuki (Josai-Universität)                                                | 20,89 s            |
| 400 m                         | Rikuya Ito (Waseda-Universität)                                           | 45,94 s         | Daichi Inoue (Nihon-Universität)                                          | 46,48 s      | Fuga Satō (Nasu Kankyo)                                                         | 46,50 s            |
| 800 m                         | Daichi Setoguchi (Yamanashi-Gakuin-Universität)                           | 1:47,70 min     | Mikuto Kaneko (Chuo-Universität)                                          | 1:47,95 min  | Junya Matsumoto (Hosei-Universität)                                             | 1:48,04 min        |
| 1500 m                        | Ryoji Tatezawa (DeNA)                                                     | 3:41,32 min     | Ryota Matono (Mitsubishi Heavy Industries)                                | 3:41,82 min  | Yasunari Kusu (Ami AC)                                                          | 3:41,89 min        |
| 5000 m                        | Yūta Bandō (Fujitsu)                                                      | 13:18,49 min    | Hiroki Matsueda (Fujitsu)                                                 | 13:24,78 min | Yamato Yoshii (Chuo-Universität)                                                | 13:25,87 min NU20R |
| 10.000 m                      | Akira Aizawa (Asahi Kasei)                                                | 27:18,75 min NR | Tatsuhiko Ito (Honda)                                                     | 27:25,73 min | Kazuki Tamura (Sumitomo Electric)                                               | 27:28,92 min       |
| Marathon                      | Naoya Sakuda (JR East)                                                    | 2:08:59 h       | Shoma Yamamoto (NTT West)                                                 | 2:09:18 h    | Shoya Okuno (Toyota Kyushu)                                                     | 2:09:28 h          |
| 110 m Hürden (Wind: −0,1 m/s) | Taio Kanai (Mizuno)                                                       | 13,36 s         | Shunya Takayama (Zenrin)                                                  | 13,47 s      | Shunsuke Izumiya (Juntendo-Universität)                                         | 13,48 s            |
| 400 m Hürden                  | Takatoshi Abe (Yamada)                                                    | 49,73 s         | Tatsuhiro Yamamoto (Nihon-Universität)                                    | 49,79 s      | Masaki Toyoda (Fujitsu)                                                         | 49,96 s            |
| 3000 m Hindernis              | Kosei Yamaguchi (Aisan Industry)                                          | 8:24,19 min     | Yasunari Kusu (Ami AC)                                                    | 8:28,01 min  | Ryōma Aoki (Honda)                                                              | 8:30,81 min        |
| 4 × 100 m Staffel             | Hosei-UniversitätNaruhito Kuwata Rikuto Higuchi Takuto Eto Kazuma Higuchi | 39,49 s         | Waseda-UniversitätReona Miura Aoi Inage Daichi Sawa Akira Matsumoto       | 39,69 s      | Kindai-UniversitätRyuta Nishizawa Yuta Kawanishi Tsubasa Sakai Koki Kasatani    | 39,77 s            |
| 4 × 400 m Staffel             | Nihon-UniversitätYushi Uike Kosuke Shoji Tatsuhiro Yamamoto Daichi Inoue  | 3:04,68 min     | Waseda-UniversitätTomohiro Kokubo Rion Kotake Shunta Fujiyoshi Rikuya Ito | 3:05,00 min  | Juntendo-UniversitätKotaro Muratomi Nenji Yamasaki Kuraki Kasai Tomoki Matsuoka | 3:06,54 min        |
| 20-km-Gehen                   | Toshikazu Yamanishi (Aichi Steel)                                         | 1:17:20 h       | Eiki Takahashi (Fujitsu)                                                  | 1:18:04 h    | Kōki Ikeda (Toyo-Universität)                                                   | 1:18:45 h          |
| Hochsprung                    | Tomohiro Shinno (Kyudenko)                                                | 2,30 m          | Naoto Hasegawa (Niigata Albirex RC)                                       | 2,20 m       | –                                                                               | –                  |
| Hochsprung                    | Tomohiro Shinno (Kyudenko)                                                | 2,30 m          | Ryo Sato (Niigata Albirex RC)                                             | 2,20 m       | –                                                                               | –                  |
| Hochsprung                    | Tomohiro Shinno (Kyudenko)                                                | 2,30 m          | Takashi Eto (Ajinomoto AGF)                                               | 2,20 m       | –                                                                               | –                  |
| Stabhochsprung                | Koki Kuruma (Striders AC)                                                 | 5,60 m          | Seito Yamamoto (Toyota)                                                   | 5,60 m       | Kosei Takekawa (Marumoto Sangyo)                                                | 5,50 m             |
| Weitsprung                    | Hibiki Tsuha (Otsuka Pharmaceutical)                                      | 7,99 m          | Daiki Oda (Yamada)                                                        | 7,81 m       | Riku Ito (Kinkidai-Kogyo-Oberschule)                                            | 7,75 m             |
| Dreisprung                    | Hikaru Ikehata (Surugadai AC)                                             | 16,54 m         | Yuki Yamashita (Kokushikan Club)                                          | 16,28 m      | Kohei Nakayama (Watanabe Pipe)                                                  | 16,05 m            |
| Kugelstoßen                   | Shinichi Yukinaga (Shikoku-Universität)                                   | 17,77 m         | Hikaru Murakami (Shikoku-Universität)                                     | 17,73 m      | Masahira Sato (Niigata Albirex RC)                                              | 17,68 m            |
| Diskuswurf                    | Yūji Tsutsumi (Alsok)                                                     | 60,24 m         | Masateru Yugami (Toyota)                                                  | 56,57 m      | Shinichi Yukinaga (Shikoku-Universität)                                         | 55,89 m            |
| Hammerwurf                    | Ryōta Kashimura (Yamada)                                                  | 71,03 m         | Takahiro Kobata (Chūkyō-Universität)                                      | 70,23 m      | Shōta Fukuda (Nihon-Universität)                                                | 69,30 m            |
| Speerwurf                     | Ryōhei Arai (Suzuki)                                                      | 81,57 m         | Genki Dean (Mizuno)                                                       | 80,07 m      | Tatsuya Sakamoto (Osaka-Taiiku-Universität)                                     | 78,07 m            |
| Zehnkampf                     | Akihiko Nakamura (Suzuki)                                                 | 7739 Punkte     | Keisuke Ushiro (Kokushikan Club)                                          | 7684 Punkte  | Shun Taue (Juntendo-Universität)                                                | 7619 Punkte        |
| Crosslauf (10 km)             | Ryuji Miura (Juntendo-Universität)                                        | 29:10 min       | Hiroki Matsueda (Fujitsu)                                                 | 29:10 min    | Atsuya Imai (Toyota Kyushu)                                                     | 29:16 min          |

#### Frauen
| Disziplin                     | Gold                                                                  | Leistung        | Silber                                                                    | Leistung     | Bronze                                                                           | Leistung     |
| ----------------------------- | --------------------------------------------------------------------- | --------------- | ------------------------------------------------------------------------- | ------------ | -------------------------------------------------------------------------------- | ------------ |
| 100 m (Wind: +0,5 m/s)        | Mei Kodama (Universität Fukuoka)                                      | 11,36 s         | Remi Tsuruta (MinamiKyushu FamilyMart)                                    | 11,53 s      | Yu Ishikawa (Soyo-Oberschule)                                                    | 11,66 s      |
| 200 m (Wind: −0,1 m/s)        | Remi Tsuruta (MinamiKyushu FamilyMart)                                | 23,17 s         | Mei Kodama (Universität Fukuoka)                                          | 23,44 s      | Sayaka Oishi (Cerespo)                                                           | 23,78 s      |
| 400 m                         | Seika Aoyama (Osaka Seikei AC)                                        | 53,55 s         | Nanako Matsumoto (Toho Bank)                                              | 53,77 s      | Saki Takashima (Aoyama-Gakuin-Universität)                                       | 53,81 s      |
| 800 m                         | Ayaka Kawata (Higashiosaka-Universität)                               | 2:03,54 min     | Ayano Shiomi (Ritsumeikan-Universität)                                    | 2:04,24 min  | Ran Urabe (Sekisui Chemical)                                                     | 2:04,56 min  |
| 1500 m                        | Nozomi Tanaka (Toyota Industries TC)                                  | 4:10,21 min     | Nanaka Yonezawa (Sendai-Ikuei-Oberschule)                                 | 4:15,62 min  | Yume Goto (Toyota Industries TC)                                                 | 4:16,18 min  |
| 5000 m                        | Nozomi Tanaka (Toyota Industries TC)                                  | 15:05,65 min    | Ririka Hironaka (Japan Post)                                              | 15:07,11 min | Kaede Hagitani (Edion)                                                           | 15:19,41 min |
| 10.000 m                      | Hitomi Niiya (Sekisui Chemical)                                       | 30:20,44 min NR | Mao Ichiyama (Wacoal)                                                     | 31:11,56 min | Sayaka Sato (Sekisui Chemical)                                                   | 31:30,19 min |
| Marathon                      | Mao Ichiyama (Wacoal)                                                 | 2:20:29 h       | Yuka Andō (Wacoal)                                                        | 2:22:41 h    | Sayaka Sato (Sekisui Chemical)                                                   | 2:23:27 h    |
| 100 m Hürden (Wind: −0,1 m/s) | Masumi Aoki (The 77 Bank)                                             | 13,02 s         | Asuka Terada (Pasona Group)                                               | 13,14 s      | Nana Fujimori (Zenrin)                                                           | 13,33 s      |
| 400 m Hürden                  | Ayesha Ibrahim (Sapporo International University)                     | 56,50 s         | Eri Utsunomiya (Hasegawa Sports Facilities)                               | 57,09 s      | Akiko Ito (Cerespo)                                                              | 57,34 s      |
| 3000 m Hindernis              | Yukari Ishizawa (Edion)                                               | 9:48,76 min     | Reimi Yoshimura (Daito-Bunka-Universität)                                 | 9:49,45 min  | Yui Yabuta (Otsuka Pharmaceutical)                                               | 9:52,19 min  |
| 4 × 100 m Staffel             | Toho BankHitomi Shimura Konomi Takeishi Mae Hirosawa Nanako Matsumoto | 45,03 s         | Universität FukuokaYuki Kido Mei Kodama Kirari Watanabe Shiori Kato       | 45,26 s      | Ritsumeikan-UniversitätMina Nishida Yumi Tanaka Ayane Usui Aiko Iki              | 45,63 s      |
| 4 × 400 m Staffel             | Toho BankKonomi Takeishi Hitomi Shimura Mae Hirosawa Nanako Matsumoto | 3:35,42 min     | Waseda-UniversitätNatsumi Murakami Kana Koyama Moeka Sekimoto Rui Tsugawa | 3:37,15 min  | Aoyama-Gakuin-UniversitätHinako Yoshinaka Ayano Fujii Ayumi Nakao Saki Takashima | 3:40,55 min  |
| 20-km-Gehen                   | Nanako Fujii (Edion)                                                  | 1:30:45 h       | Kumiko Okada (Bic Camera)                                                 | 1:31:51 h    | Masumi Fuchise (Kenso Kogyo)                                                     | 1:36:49 h    |
| Hochsprung                    | Sheriai Tsuda (Tsukiji Gindaco AC)                                    | 1,78 m          | Moe Takeuchi (Daito-Bunka-Universität)                                    | 1,75 m       | –                                                                                | –            |
| Hochsprung                    | Sheriai Tsuda (Tsukiji Gindaco AC)                                    | 1,78 m          | Suzuna Tokumoto (Yuboku)                                                  | 1,75 m       | –                                                                                | –            |
| Stabhochsprung                | Mayu Nasu (Run Journey)                                               | 4,20 m          | Misaki Morota (Chuo-Universität)                                          | 4,00 m       | Jun Maekawa (Nippon-Taiiku-Universität)                                          | 4,00 m       |
| Weitsprung                    | Ayaka Kōra (Universität Tsukuba)                                      | 6,32 m          | Nagisa Yamamoto (Kanoya-Taiiku-Universität)                               | 6,25 m       | Sumire Hata (Shibata Industrial)                                                 | 6,12 m       |
| Dreisprung                    | Mariko Morimoto (Uchida Kensetsu AC)                                  | 13,14 m         | Asuka Yamamoto (Kokushikan Club)                                          | 12,85 m      | Eri Sakamoto (Nihon Shitsunai TC)                                                | 12,76 m      |
| Kugelstoßen                   | Yuka Takahashi (Kyushu-Kyoritsu-Universität)                          | 15,26 m         | Fumika Ono (Universität Saitama)                                          | 15,21 m      | Honoka Oyama (Universität Fukuoka)                                               | 15,05 m      |
| Diskuswurf                    | Maki Saitō (Tokyo-Joshi-Taiiku-Universität)                           | 55,41 m         | Minori Tsujikawa (Uchida Yoko AC)                                         | 51,62 m      | Natsumi Fujimori (Fukui Sports Association)                                      | 50,46 m      |
| Hammerwurf                    | Akane Watanabe (Maruwa)                                               | 64,84 m         | Hitomi Katsuyama (Orico)                                                  | 62,47 m      | Miharu Kodate (Ryutsu-Keizai-Universität)                                        | 60,80 m      |
| Speerwurf                     | Yuka Sato (Nico-Nico Nori)                                            | 59,32 m         | Haruka Kitaguchi (Japan Airlines)                                         | 59,30 m      | Momone Ueda (Universität Fukuoka)                                                | 58,25 m      |
| Siebenkampf                   | Yuki Yamasaki (Suzuki)                                                | 5799 Punkte     | Karin Odama (Nippon-Taiiku-Universität)                                   | 5358 Punkte  | Runa Fujimoto (Kanazawa-Seiryo-Universität)                                      | 5218 Punkte  |
| Crosslauf (8 km)              | Kaede Hagitani (Edion)                                                | 25:54 min       | Miku Sakai (Kitakyushu-Shiritsu-Oberschule)                               | 26:20 min    | Yuna Wada (Meijo-Universität)                                                    | 26:21 min    |

### Halle

#### Männer
| Disziplin      | Gold                                        | Leistung  | Silber                                         | Leistung | Bronze                               | Leistung |
| -------------- | ------------------------------------------- | --------- | ---------------------------------------------- | -------- | ------------------------------------ | -------- |
| 60 m           | Shuhei Tada (Sumitomo Electric)             | 6,56 s    | Akihiro Higashida (Ibaraki Rikukyo)            | 6,66 s   | Ryūichirō Sakai (Osaka Gas)          | 6,68 s   |
| 60 m Hürden    | Shunsuke Izumiya (Juntendo-Universität)     | 7,50 s    | Shuhei Ishikawa (Fujitsu)                      | 7,57 s   | Taio Kanai (Mizuno)                  | 7,60 s   |
| Hochsprung     | Naoto Tobe (Japan Airlines)                 | 2,24 m    | Tomohiro Shinno (Kyudenko)                     | 2,24 m   | Takashi Eto (Ajinomoto AGF)          | 2,18 m   |
| Stabhochsprung | Takuma Ishikawa (Tokio Marine & Nichido CS) | 5,70 m    | Seito Yamamoto (Toyota)                        | 5,70 m   | Kosei Takekawa (Marumoto Sangyo)     | 5,40 m   |
| Weitsprung     | Yuki Hashioka (Nihon-Universität)           | 8,19 m NR | Hibiki Tsuha (Otsuka Pharmaceutical)           | 7,79 m   | Kakeru Komori (Yuboku)               | 7,47 m   |
| Dreisprung     | Hikaru Ikehata (Surugadai AC)               | 16,45 m   | Riku Ito (Kindai University Technical College) | 16,02 m  | Kohei Yamashita (All Nippon Airways) | 16,76 m  |

#### Frauen
| Disziplin      | Gold                                     | Leistung     | Silber                                            | Leistung | Bronze                                        | Leistung |
| -------------- | ---------------------------------------- | ------------ | ------------------------------------------------- | -------- | --------------------------------------------- | -------- |
| 60 m           | Manaka Miura (Sonoda Women’s University) | 7,38 s NU20R | Chiaki Nagura (NTN Corporation)                   | 7,42 s   | Yuna Miura (Universität Tsukuba)              | 7,45 s   |
| 60 m Hürden    | Masumi Aoki (The 77 Bank)                | 8,05 s NR    | Ayako Kimura (Edion)                              | 8,12 s   | Miho Suzuki (Hasegawa Sports Facilities)      | 8,17 s   |
| Hochsprung     | Suzuna Tokumoto (Yuboku)                 | 1,77 m       | Reina Takeyama (International Pacific University) | 1,77 m   | Yorika Watagawa (Mukogawa Women’s University) | 1,71 m   |
| Stabhochsprung | Misaki Morota (Chuo-Universität)         | 4,20 m       | Kanae Tatsuta (NHK Spring Company)                | 4,10 m   | Mayu Nasu (Kagotani)                          | 4,00 m   |
| Weitsprung     | Sumire Hata (Shibata Industrial)         | 6,33 m       | Hitomi Nakano (Washoku Yamaguchi)                 | 6,21 m   | Yu Minemura (Orico)                           | 5,84 m   |
| Dreisprung     | Mariko Morimoto (Uchida Kensetsu AC)     | 13,19 m      | Eri Sakamoto (Nihon Shitsunai)                    | 12,92 m  | Saki Kenmochi (Hasegawa Sports Facilities)    | 12,70 m  |